# Referenzdiode

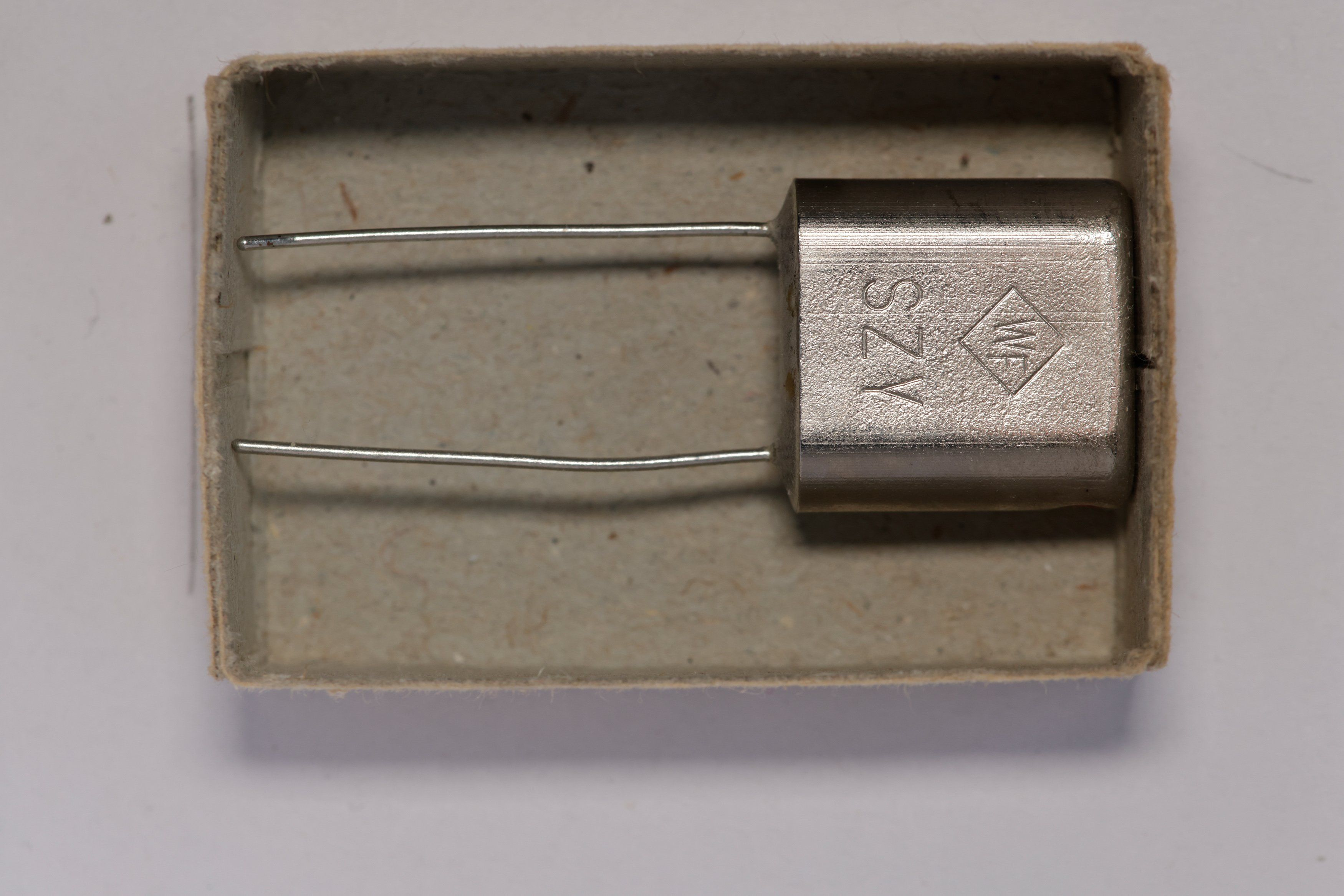
Referenzdiode SZY23 aus dem Werk für Fernsehelektronik Berlin (im ZCOM)

Eine Referenzdiode ist ein elektronisches Bauelement, das in elektronischen Schaltungen verwendet wird, um eine hochstabile elektrische Spannung zu erzeugen und diese als Referenzspannungsquelle zu nutzen.
Als Referenzdioden für mittlere bis höhere Referenzspannungen – ab ca. 6 Volt aufwärts – werden meist temperaturkompensierte Zener-Dioden eingesetzt. Hierbei wird eine Zener-Diode mit positivem Temperaturkoeffizient in Reihe mit einer oder mehreren herkömmlichen Dioden betrieben, die in Vorwärtsrichtung geschaltet sind und einen negativen Temperaturkoeffizienten aufweisen. Die Anzahl der Dioden in Reihe wird dabei so gewählt, dass der Betrag des Temperaturkoeffizienten der Gesamtanordnung minimal wird. Auf diese Weise lassen sich Temperaturkoeffizienten bis zu relativ niedrigen 0,0005 %/°C erzielen.
Referenzdioden für geringe Referenzspannungen – um 1…1,5 Volt – werden indes meist mittels komplexerer Strukturen realisiert.
Beispielhafte Bauelemente sind die JEDEC-registrierten Referenzdioden 1N821…1N829 für mittlere Referenzspannungen um 6,3 Volt, die Referenzdioden 1N4057…1N4085 für höhere Spannungen von 12,4…200 Volt
sowie die für niedrige Referenzspannungen um 1,2 Volt konzipierten Referenzdioden LM113/LM313.